# Епархия Моламьяйна
Епархия Моламьяйна (лат. Dioecesis Maulamyinensis) — епархия Римско-католической церкви с центром в городе Моламьяйн, Мьянма. Епархия Моламьяйна входит в митрополию Янгона. Кафедральным собором епархии Моламьяйна является церковь Святейшего Семейства.

## История
22 марта 1993 года Папа Римский Иоанн Павел II издал буллу Ad efficacius consulendum, которой учредил епархию Моламьяйна, выделив её из архиепархии Янгона.

## Ординарии епархии
- епископ Raymond Saw Po Ray (22.03.1993 — по настоящее время).

## Источник
- Annuario Pontificio, Ватикан, 2007
- Булла Ad efficacius consulendum (лат.)